# Филимоновы (деревня)
 Филимоновы  — деревня в Орловском районе Кировской области. Входит в состав Орловского сельского поселения.

## География
Расположена деревня у юго-западной окраины райцентра города Орлова.

## История
Известна с 1727 года как деревня Седельниковская с 1 двором, в 1763 31 житель, в 1802 6 дворов. В 1873 году здесь (Седельниковская или Филимоновы) дворов 14 и жителей 82, в 1905 16 и 94, в 1926 (Филимоновы или Седельниковская) 14  и 69, в 1950 14 и 36, в 1989 67 жителей. Настоящее название утвердилось с 1939 года. С 2006 по 2011 год входила в состав Подгороднего сельского поселения.

## Население
Постоянное население составляло 60 человек (русские 100%) в 2002 году, 64 в 2010.